# Pseudonchus symmetricus
Pseudonchus symmetricus is een rondwormensoort uit de familie van de Desmodoridae. De wetenschappelijke naam van de soort is voor het eerst geldig gepubliceerd in 1965 door de Coninck.